# Inskip Station
Inskip Station (más néven Innskip Station) az Amerikai Egyesült Államok északnyugati részén, Oregon állam Malheur megyéjében elhelyezkedő kísértetváros.
A települést 1863-ban alapította Dr. E. Innskip.